# Марі Редбо
Ельза Марі Редбо (19 червня 1946 , Стокгольм ) — шведська жінка-астроном. У 1973 році вона почала працювати астрономом в Технологічному університеті Чалмерса в Гетеборзі і нині працює в університеті Гетеборга. Вона опублікувала декілька науково-популярних книг у своїй тематиці, спрямованої на дітей, підлітків та дорослих.
У 2003 році вона отримала нагороду «громадського педагога року» за свою віддану роботу, поширюючи знання про методи роботи та результати науки.
Редбо була спікером у шведському радіо P1 29 липня 2005 року. У 2014 році вона була учасницею телевізійної програми Genikampen.

## Нагороди
- Розенська премія 1998 року
- Педагог року 2003
- Премія Гетеборга, 2004
- Почесний доктор технологічного університету Чалмерса 2005[1]
- Премія культури і науки «Getinge», 2007
- Почесна стипендія астрономічної молоді, 2014 р.[2]